# Universidade Estadual Paulista em Guaratinguetá
A Faculdade de Engenharia e Ciências de Guaratinguetá (FEG), FEG/UNESP, ou UNESP Guaratinguetá  é uma faculdade brasileira pertencente à Universidade Estadual Paulista Júlio de Mesquita Filho. Anteriormente era denominada Faculdade de Engenharia de Guaratinguetá.

## Instalações

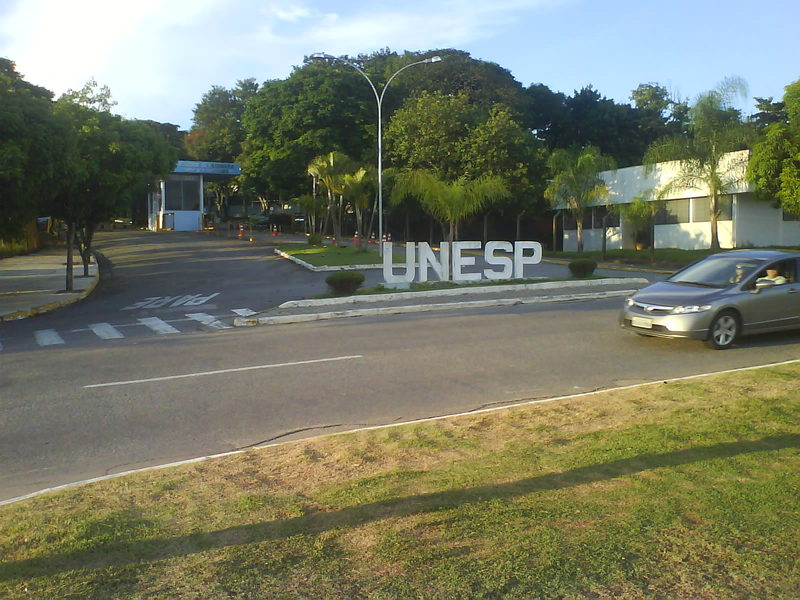
UNESP Guaratinguetá.

A FEG dispõe de uma área total de 205.307 m², sendo 37.962 m² construídos. A maior parte da área construída está no complexo central (com quatro pavilhões) e nos 5 blocos de ensino. A FEG contava, no ano de 2016, com 150 professores, 201 servidores técnicos e administrativos, 2003 alunos de graduação e 373 alunos de pós-graduação.
Inaugurado em Março de 2024 a Central de Laboratórios Científicos de Excelência (CLaCE). Com área de 1500m² (1). Contemplam cinco laboratórios de diferentes áreas das engenharias, matemática e física, com o objetivo de elevar o nível dos estudos e integrar grupos de pesquisa de maneira a viabilizar abordagens e novos projetos multidisciplinares.

## Departamentos
Além do Colégio Técnico Industrial, e das seções administrativas (Biblioteca, Graduação, Pólo Computacional etc.) a FEG é dividida em 8 departamentos de ensino (em ordem alfabética):
- Departamento de Energia (DEN), localizado no Bloco IV;
- Departamento de Eng. Civil (DEC), no complexo central;
- Departamento de Eng. Elétrica (DEE), no Bloco IV;
- Departamento de Física e Química (DFQ), no Bloco VI e complexo central;
- Departamento de Matemática (DMA), no Bloco VI;
- Departamento de Materiais e Tecnologia (DMT), no Bloco I;
- Departamento de Mecânica (DME), no Bloco II;
- Departamento de Produção (DPD), no Bloco II;

## Cursos Oferecidos
Cursos de Graduação (em ordem de criação):
- Engenharia Mecânica
- Engenharia Civil
- Engenharia Elétrica
- Engenharia de Produção Mecânica
- Física
- Engenharia de Materiais
- Matemática

Pós-graduação (stricto sensu):
- Engenharia Mecânica
- Física

Pós-graduação (lato sensu):
- Engenharia de Segurança no Trabalho (não está sendo mais oferecido)
- Gestão e Certificação Aerospacial (não está sendo mais oferecido)
- Informática Empresarial (não está sendo mais oferecido)
- Gestão da Produção(em andamento)
- Mecatrônica (não está sendo mais oferecido)
- Logística Internacional (em andamento)
- Gestão da Qualidade de Energia Elétrica (em andamento)